# Aeroscreen

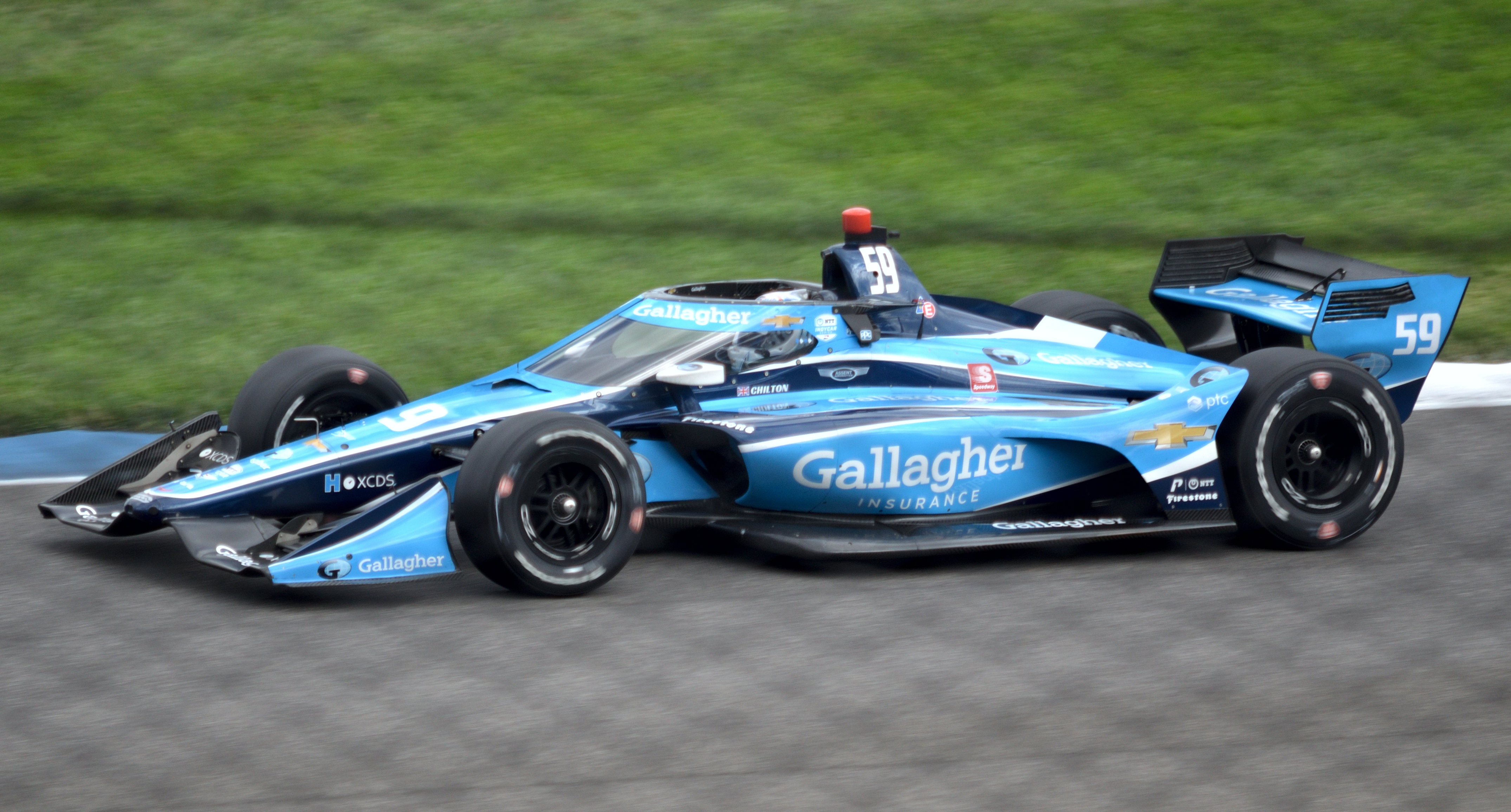
Max Chilton mit dem Aeroscreen

Der Aeroscreen (eine Zusammensetzung aus dem altgriechischen ἀήρ aḗr, deutsch Luft, und dem englischen screen, deutsch Scheibe) ist ein Sicherheitssystem im Automobilsport für Monopostos, der den Kopf des Fahrers schützen soll. Das System wurde von Red Bull Advanced Technologies in Zusammenarbeit mit der FIA als mögliche (ästhetisch bessere) Alternative zum Halo-System entwickelt. Eine abgeänderte Variante ist als Shield bekannt.

## Aufbau
Der Aeroscreen fungiert als eine Windschutzscheibe aus Polycarbonat mit einer innenliegenden Antireflexbeschichtung und einem Titanrahmen, der sich beidseitig um dem Fahrer herum windet. Diese Kombination dient als primärer Schutz vor herumfliegenden Trümmerteilen. Der Aeroscreen hält nach Stand Sommer 2019 eine Belastung von 150 kN aus; derselben Belastung hält auch das Halo-System stand. In der IndyCar-Version sind zusätzlich Heizstreifen angebracht, um ein Beschlagen der Scheibe während der Fahrt zu verhindern. Des Weiteren ist in Planung, Abreißfolien über dem Aeroscreen anzubringen um diese bei einem Boxenstopp abzuziehen und so für verbesserte Sicht zu sorgen.

### Shield-Variante

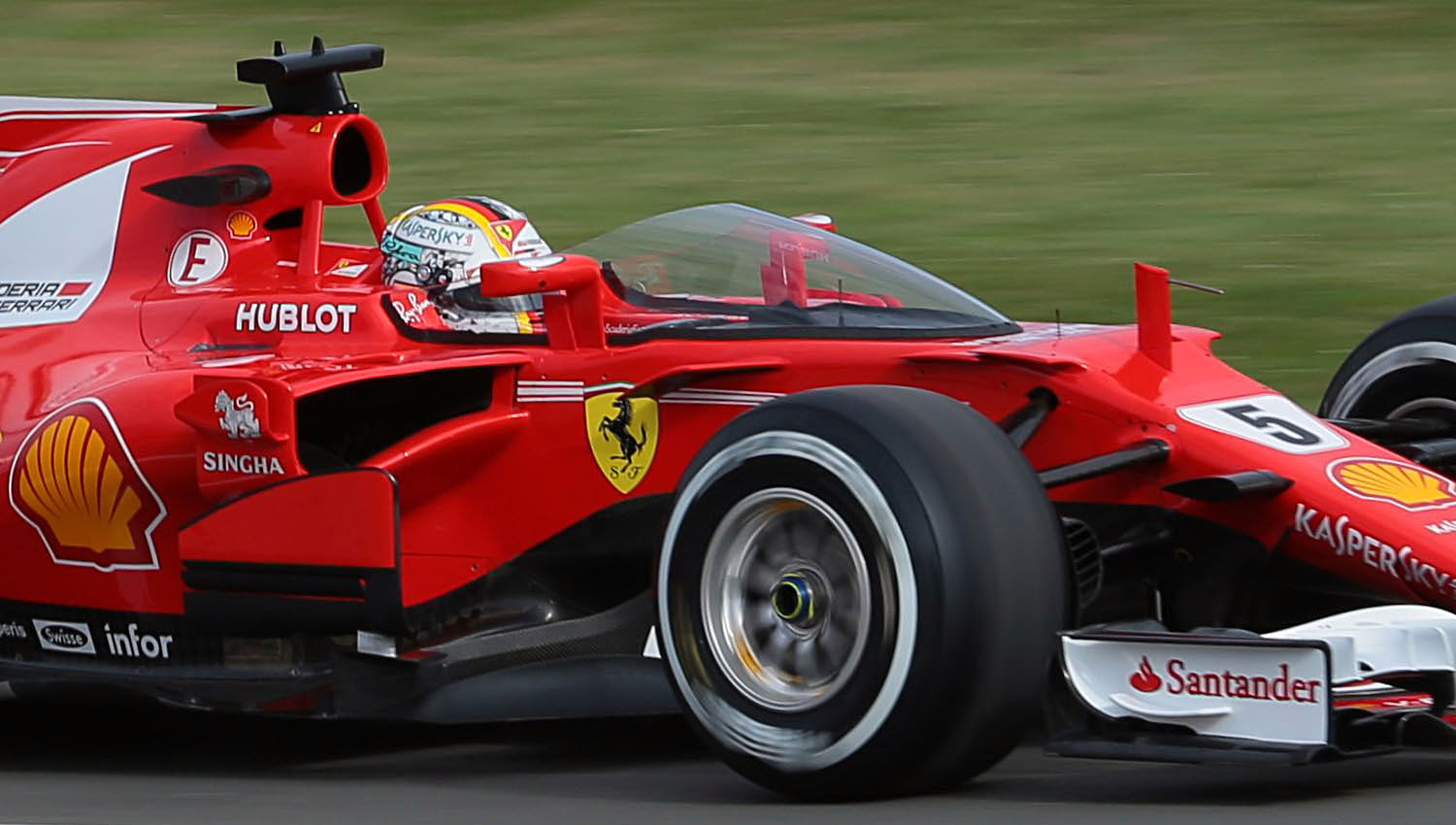
Das auf dem Aeroscreen-Konzept basierende Shield-System bei seinem einzigen praktischen Einsatz in der Formel 1

Der Shield ist eine von der FIA abgewandelte Variante und Weiterentwicklung basierend auf dem Aeroscreen von Red Bull. Der Shield besteht aus einer transparenten Polyvinylchlorid-Windschutzscheibe, die zum Stand der Entwicklung 2017 Objekte mit maximal einem Kilogramm bei Tempo 225 km/h abwehren kann. Er beginnt auf Höhe der Vorderradaufhängung, zieht sich Richtung der seitlichen Kopfstütze und agiert somit wie eine flachere Windschutzscheibe im Vergleich zum Aeroscreen. Der bislang einzige Einsatz während einer offiziellen Formel-1-Sitzung erfolgte 2017 beim Großen Preis von Großbritannien, als Sebastian Vettel diesen mit Ferrari bei einem freien Training einsetzte.

## Geschichte

### Vorgeschichte
Der Fortschritt der Sicherheit der Formelrennwagen war seit dem letzten bei einem Formel-1-Rennwochenende tödlich verunfallten Fahrer – Ayrton Senna und tags davor Roland Ratzenberger beim Großen Preis von San Marino 1994 – außergewöhnlich, dennoch gab es weiterhin Probleme mit frei herumfliegenden Trümmerteilen oder vor der Einführung der Radfixierbänder losen Reifen, welche in der jüngsten Vergangenheit einige schwere Unfälle verursachten. So verletzte sich beispielsweise Felipe Massa im Qualifying des Großen Preises von Ungarn 2009 schwer am Kopf, als der Helm des Brasilianers von einer losen 800 Gramm schweren Metallfeder getroffen wurde. Tödlich gingen zwei weitere Unfälle in der FIA-Formel-2-Meisterschaft und der IndyCar Series aus:

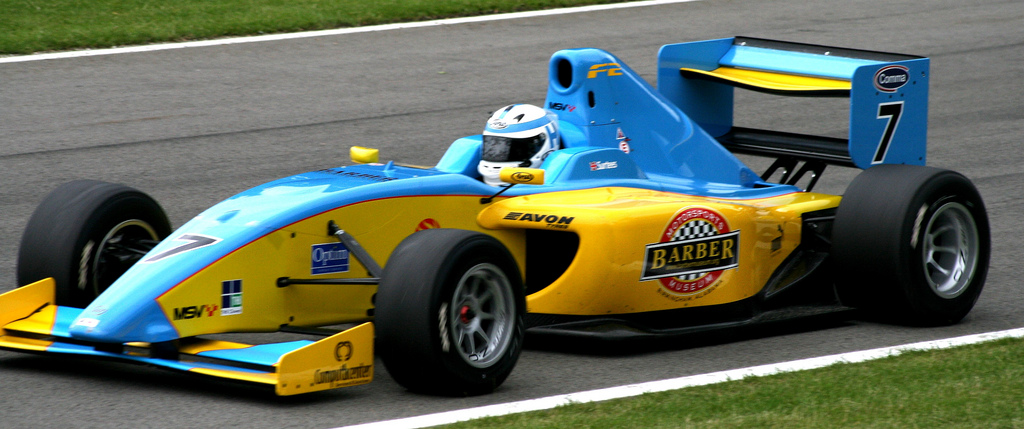
Henry Surtees 2009 in Brands Hatch, kurz vor dem tödlichen Unfall

- Henry Surtees, der Sohn des berühmten Formel-1- und Motorrad-Weltmeisters John Surtees, verunglückte am 19. Juli 2009 in Brands Hatch tödlich, als er während des Rennens von einem frei herumfliegenden Reifen erschlagen wurde.[7][8]
- Justin Wilson, ehemaliger Formel-1-Fahrer und seit 2008 durchgehend in der IndyCar vertreten und davor weitere vier Jahre in der Champ Car tätig, erlag 2015 einen Tag nach dem Rennen auf dem Pocono Raceway seinen schweren Kopfverletzungen, die er sich durch die umherfliegende Fahrzeugnase eines Konkurrenten zuzog.[9][10][11]

Als auch noch 2014 beim Großen Preis von Japan mit Jules Bianchi ein Formel-1-Fahrer bei einem Rennen zuerst schwerste Kopfverletzungen durch einen Zusammenstoß mit einem Bergekran davontrug und nach neun Monaten im Koma schlussendlich verstarb, regte dies viele Diskussionen über den geringen Schutz des Kopfes vor frontalen Unfällen und wie man diese zukünftig verhindern kann an. So entstand eine Ausschreibung über mögliche Sicherheitskonzepte für die Zukunft – konkret sollte ab der Formel-1-Weltmeisterschaft 2018 ein neues System eingesetzt werden und auch allen neuen Monoposto-Chassis in den unteren Formel-Rennserien zur Verfügung stehen.

### Entwicklung und erste Tests
Das System wurde 2016 von Red Bull Advanced Technologies, einer Spartenabteilung für technische Innovationen vom Formel-1-Rennstall Red Bull Racing, entwickelt. Mitte April 2016 wurde der Aeroscreen einem Sicherheitstest durch die FIA unterzogen, welcher diesen bestand und somit zur praktischen Testung zugelassen wurde.
Erstmals in der Formel 1 eingesetzt wurde es von Red Bull während des ersten Freitagstrainings zum Großen Preis von Russland 2016 als Daniel Ricciardo mehrere Runden zurücklegte. Ricciardo verwendete bei den Testrunden eine in eine spezielle Brille integrierte Kamera um für die an der Arbeit und Forschung beteiligten Personen Einsicht über die Fahrersicht zu geben. An denselben Tag wurden zwei Videoaufnahmen von einem ballistischen Test veröffentlicht. Der erste Test wurde mit einem Ein-Kilo-Projektil, eine Radnabe, welches auf 230 km/h beschleunigt wurde, durchgeführt. Der Aeroscreen leitete trotz Beschädigung des Aeroscreens die Radnabe erfolgreich von dem dahinter befindlichen Helm weg und hätte den Fahrer erfolgreich geschützt. Der zweite Test wurde mit einem Rad durchgeführt, welches auf 225 km/h beschleunigt wurde. Ebenfalls wurde das Rad vom Helm weg abgewehrt.
Im Vorfeld zur Formel-1-Weltmeisterschaft 2018 war nur mehr die Aeroscreen-Variante und das Halo-System als Kandidaten für das neue Schutzsystem im Rennen. Es wurde über beide Optionen intensiv beraten, der damalige Formel-1-Renndirektor und Sicherheitsbeauftragte Charlie Whiting kommentierte bei einem Interview während des Großen Preises von China, dass er „persönlich die Überdachung (Anmerkung: Aeroscreen oder Shield) als die mehr ästhetisch anmutende Lösung findet“, aber das Halo am wahrscheinlichsten für die neue Saison genutzt werden würde.
Am 19. Juli 2017 wurde von der FIA, obwohl neun der zehn Teams sich grundsätzlich gegen das Halo-System oder dem Aeroscreen aussprachen, das Halo-System ab 2018 verpflichtend für alle Formel-1-Wagen eingeführt und somit war der Aeroscreen aus dem Rennen.

### Einsatz in der IndyCar-Series

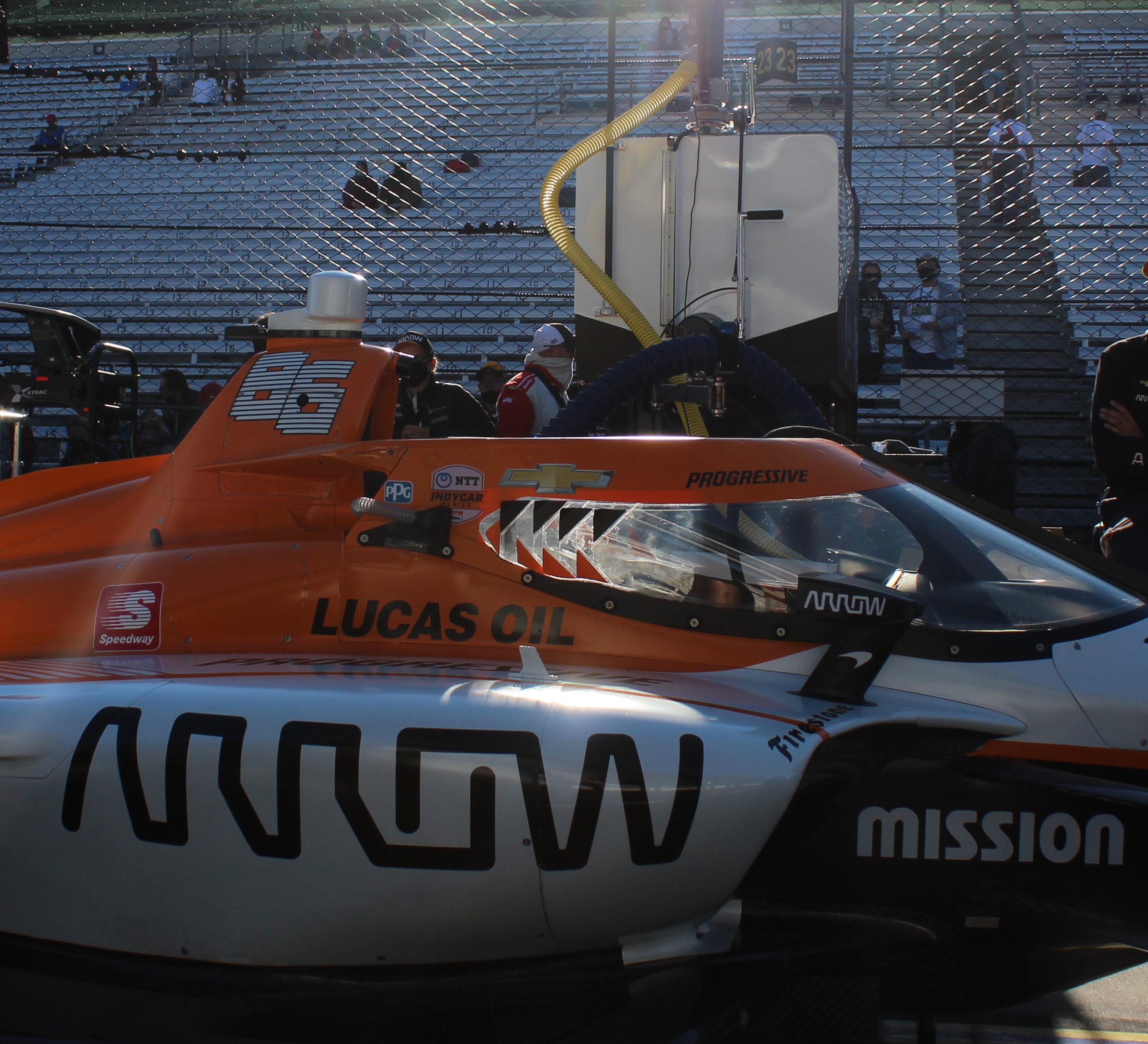
Die in der IndyCar Series eingesetzte Variante des Aeroscreen

Nachdem der Aeroscreen in der Formel 1 und den Nachwuchsrennserien nicht berücksichtigt worden war, gab es ab 2019 Gespräche zwischen Red Bull und der IndyCar Series über die Verwendung des Systems ab der Saison 2020. 2019 führte die IndyCar als Übergang bereits den Advanced Frontal Protection, kurz AFP, ein. Dies ist eine kleine 7,5 Zentimeter hohe Titanstrebe, welche vor dem Fahrer platziert ist und so Teile, welche zentral in Richtung des Kopfes fliegen, abwehren soll. Das Halo-System war bei den Ovalrennen ein Sichthindernis für die IndyCar-Fahrer und so verfolgte man zusammen mit Red Bull das Ziel, den Aeroscreen einsatzfähig für den Rennbetrieb zu machen. Am 24. Mai 2019, zwei Tage vor dem prestigeträchtigen Indianapolis-500-Rennen, wurde das gemeinsame Vorhaben offiziell verkündet. Mitte Oktober 2019 wurden am Indianapolis Motor Speedway mit dem zu dem Zeitpunkt fünfmaligen IndyCar-Meister Scott Dixon und Will Power erstmals Testfahrten mit dem montierten Aeroscreen durchgeführt, beim IndyCar-Shakedown vor Saisonbeginn 2020 in Austin durften alle an der Meisterschaft teilnehmenden Fahrer und Teams den Aeroscreen testen. Am 6. Juni 2020 wurde beim Eröffnungsrennen zur Saison 2020 am Texas Motor Speedway der Aeroscreen erstmals bei einem offiziellen Rennen eingesetzt.

## Kritik

### Der FIA-Shield

#### Nicht umfassend schützend
Als einer der ersten Fahrer kritisierte Max Verstappen explizit den Shield neben den ästhetischen Gründen als praktisch sinnlos, da diese Sicherheitsvorrichtung keinen Unterschied bei größeren oder schwereren Objekten wie einem Reifen machen würde, anders als der Aeroscreen oder das Halo-System. Der Grund liegt hierbei, dass der Shield bei Tests zum damaligen Zeitpunkt nur bei Objekten, welche leichter als ein Kilo waren, effektiv den Fahrer schützen konnte. Auch Romain Grosjean, dessen Leben bei einem schweren Unfall während des Großen Preises von Bahrain 2020 durch das Halo-System gerettet wurde, schloss sich 2017 der Kritik von Verstappen an. Christian Horner, der Teamchef von Red Bull, zeigte sich auch pessimistisch über den Shield und befürchtete vor dem Rennwochenende in Großbritannien 2017, dass der Shield aus ästhetischen Gründen, trotz der offensichtlichen Schwächen gegenüber dem Halo-System, bevorzugt werden könnte. Er meinte außerdem, dass man die Entscheidung bezüglich des neuen Sicherheitssystems nicht überstürzen sollte.

#### Erschwerte Sicht
Kevin Magnussen fügte als weiteren Kritikpunkt an, dass bei stärkeren Regenfällen oder bei ausgelaufenem Öl die Sicht negativ beeinflusst werden könnte. Der Shield wurde im Training zum Großen Preis von Großbritannien 2017 von Sebastian Vettel erstmals für eine einzige Runde eingesetzt und danach wieder abmontiert da Vettel von einer unter anderem erschwerten Sicht berichtete. Konkreter ging er nach dem Training auf die Problematik ein, so spürte er während der Fahrt einen verstärkten Schwindel und dass die Krümmung bei der Sicht nach vorne eine Verzerrung verursache. Auf den Geraden gab es außerdem Probleme mit der Luftströmung, es entstand ein sogenannter downwash, ein durch die aerodynamische Form des Shields erzeugter Abwind, welcher die Luftströmung nach unten drückt. Genau dieses Phänomen entstand auf Höhe des Hinterkopfes und drückte den Fahrerhelm dadurch Richtung Lenkrad. Ursprünglich wären mehrere Runden mit dem Shield eingeplant gewesen doch Vettel bat schon nach der Installationsrunde um die Abmontierung. Es gab auch weitere Bedenken. So tat sich beispielsweise die Frage auf, wie während eines Rennens mit einer Beschädigung des Shields umgegangen werden soll. In der IndyCar Series wurde bei zwei Testfahrten im Februar und April 2018 der Shield getestet, beide Fahrer Scott Dixon und Josef Newgarden sprachen von geringfügigen Beeinträchtigungen.

### Aeroscreen

#### Ästhetik
Der zum damaligen Zeitpunkt dreifache Formel-1-Weltmeister Lewis Hamilton verglich den Aeroscreen abwertend mit einem riot shield (taktischer Einsatzschild). Der Brite betonte aber gleichermaßen, dass die Sicherheit dennoch niemals vernachlässigt werden dürfe, solange es nicht das ästhetische Aussehen beeinflusse.